# Liste der Naturdenkmale in Büdesheim
Die Liste der Naturdenkmale in Büdesheim nennt die im Gemeindegebiet von Büdesheim (in Rheinland-Pfalz) ausgewiesenen Naturdenkmale (Stand 4. April 2024).

## Naturdenkmale
| Nr.         | Bezeichnung                 | Lage                                               | Beschreibung               | Bild                                    |
| ----------- | --------------------------- | -------------------------------------------------- | -------------------------- | --------------------------------------- |
| ND-7232-510 | Steinbruch „Auf Naubrich“   | westlich des Ortes; Abteilung Auf Naubrich Lage    | flächenhaftes Naturdenkmal | Direkt Bild zu diesem Denkmal hochladen |
| ND-7232-511 | Trockenrasen „Auf Naubrich“ | westlich des Ortes; Flur Auf Naubrich Lage         | flächenhaftes Naturdenkmal | Direkt Bild zu diesem Denkmal hochladen |
| ND-7232-512 | Der Rotfels                 | östlich des Ortes; Abteilung In der roten Ley Lage | zweiteilige Felsformation  | Direkt Bild zu diesem Denkmal hochladen |